# Kościół Ciała i Krwi Pańskiej w Smętowie Granicznym
Kościół Ciała i Krwi Pańskiej – rzymskokatolicki kościół parafialny należący do parafii pod tym samym wezwaniem (dekanat Nowe nad Wisłą diecezji pelplińskiej).
Jest to świątynia wzniesiona w stylu neogotyckim w 1904 roku. Posiada smukłą wieżę o wysokości 25 metrów (wymiary świątyni to: długość 30 metrów, szerokość 15 metrów). Budowla może pomieścić 1000 wiernych. Wewnątrz kościoła znajduje się tablica poświęcona pamięci księdza Pawła Szynwelskiego, pierwszego proboszcza parafii.
Budowla posiada jednorodne stylowo wyposażenie neogotyckie, które w późniejszych latach zostało uzupełnione dziełami sztuki ludowej.
Świątynia była pierwotnie zborem protestanckim. W czasie działań wojennych nie doznała większych zniszczeń. Po zakończeniu wojny przeszła w ręce katolików i w niej skupia się całe życie parafialne i duszpasterskie.